# CKUA-AM
CKUA-AM war der älteste Sender des CKUA-Netzwerkes von Public Radio Stationen in Kanada. Der Sender war eine der ältesten Stationen Kanadas und wurde 1927 gegründet. CKUA war die erste Public Radio Station Kanadas und die erste, die ein Bildungsprogramm übertrug. 2013 wurde die Mittelwellenfrequenz abgeschaltet. Seitdem sendet ausschließlich CKUA-FM weiter auf UKW.
Ursprünglich war die Station am Campus der University of Alberta in Edmonton beheimatet. Sie sendet heute aus Studios in Downtown Edmonton. Die Mittelwellensender befand sich außerhalb der Stadt in südöstlicher Richtung.

## Belege
1. ↑  https://www.radiowest.ca/forum/viewtopic.php?f=9&t=14213.